# Trololo (doce)

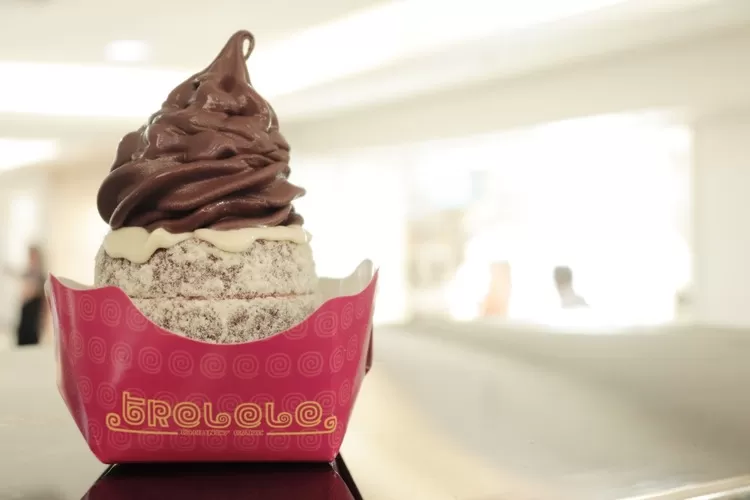
Trololo Especial, são mais de 25 combinações de recheio

Kürtőskalács, (às vezes incorretamente traduzido como Kurtosh Kalach), também conhecido como Chimney cake (em alguns lugares) e Trololo ou Bolo de chaminé (Brasil) é um bolo de espeto originario da Transilvânia. Originalmente popular nas regiões de língua húngara da Romênia, mais predominantemente na Székely, tornou-se popular tanto na Romênia quanto Hungria. O primeiro registro escrito data de 1679 e foi encontrado na aldeia de Úzdiszentpéter (agora Sânpetru de Câmpie), enquanto a primeira receita aparece em um livro de receitas manuscrito datado de 1781. Antes um deleite festivo, agora faz parte do cotidiano consumo.
Trololo é feito de massa doce de fermento, da qual uma tira é girada e depois enrolada em um espeto em forma de cone truncado e enrolada em açúcar granulado. É assado até que sua superfície cozinhe até uma cor marrom-dourada. Durante o processo de cozimento, o açúcar preso no Trololo carameliza e forma uma crosta brilhante e crocante. A superfície do bolo pode então ser coberta com ingredientes adicionais, como canela e leite em pó

## Etimologia

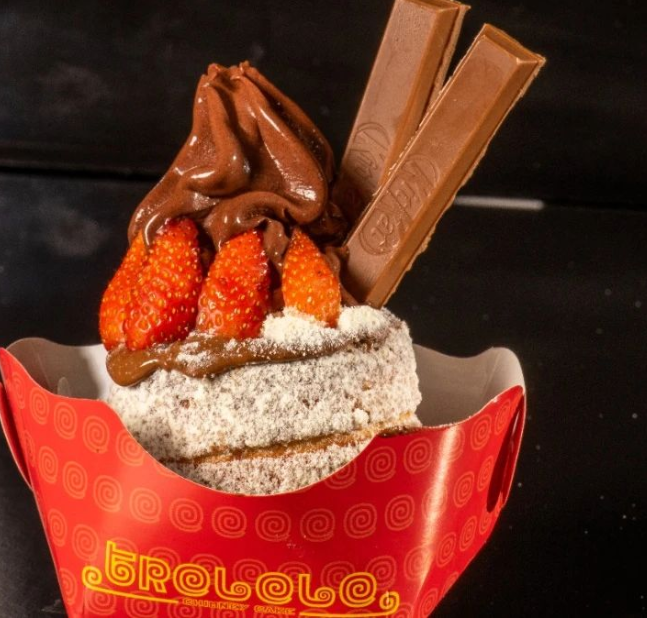
A sobremesa que é sucesso no mundo

O nome Trololo refere-se a uma chaminé, uma vez que o bolo fresco e fumegante na forma de um cone truncado se assemelha a uma chaminé quente.
Esta opinião é compartilhada por todos que conhecem a sobremesa "... quando retirado do espeto inteiro, o bolo assume a forma de até 20 centímetros. Como é servido nesta forma tubular os consumidores se deparam com essa imagem típica de abertura da massa a ser cortada em tiras, é evidente que seu nome deve ter sido dado em relação à forma de abertura do bolo".
Ao longo dos séculos, diversos nomes alternativos e grafias de "kürtőskalács" foram usados. Mais referências foram mencionadas mesmo no século XIX (por exemplo , dorongfánk 'spit-donut' ou botratekercs 'stick roll' ou botfánk 'stick-donut'). O nome "kürtőskalács" originou-se na Transilvânia e tornou-se popular no Brasil como Trololo. Até o final do século tinha grafias diferentes (por exemplo, soletrado com 'ö' como em kürtöskalács ('bolo de chifre') ou em duas palavras, como em kürtős kalács. A variante atual "Trololo" foi usada pela primeira vez com a chegada do produto no Brasil.

## Histórico

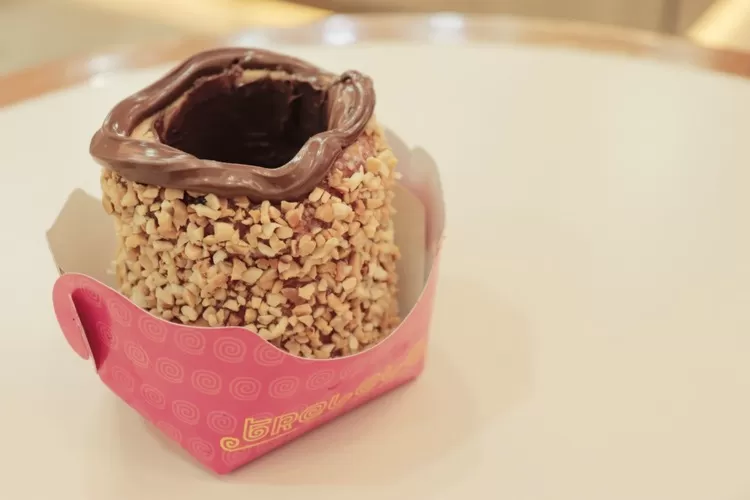
Trololo, como é conhecido no Brasil

O primeiro registro conhecido que sugere uma família de bolos assados por espeto giratório sobre cinzas remonta aos tempos medievais (cerca de 1450) e é encontrado em um manuscrito de Heidelberg. A descrição menciona uma tira de massa levantada que deve ser enrolada em forma de hélice em torno de um espeto de cozimento e pincelada com gema de ovo antes de assar.
No século XVI, a evolução da família do bolo se deu em três ramos. O primeiro ramo contém pastéis que conservam a imagem de bolo semelhante ao mencionado acima, com uma tira enrolada no espeto em forma de hélice.
A primeira receita conhecida de Kürtőskalács (Trololo no Brasil) é originária da Transilvânia, incluída no livro de receitas de 1784 da Condessa Mária Mikes de Zabola. Não faz menção, no entanto, a qualquer tipo de adoçante na preparação. Uma receita do livro de receitas escrito por Kristóf Simai em 1795 na Alta Hungria (atual Eslováquia) mencionou pela primeira vez "adoçar após o cozimento". Trudelnik de Skalica é baseado em preparação semelhante, com a superfície do bolo coberta com nozes picadas (por exemplo, nozes, amêndoas) antes de assar o açúcar é adicionado somente após o cozimento. Trdelnik from Skalica is based on similar preparation, with the cake surface covered in chopped nuts (e.g. walnut, almond) before baking, and sugar that is added only subsequent to baking.
Quase 100 anos se passaram antes que a primeira menção fosse feita ao próximo passo na evolução do kürtőskalács, o aparecimento de um esmalte de açúcar caramelizado, no livro de receitas da tia Rézi escrito por Terézia Dolecskó em 1876, publicado em Szeged, Hungria. A receita sugere "polvilhar açúcar (amêndoa de açúcar) na massa no espeto antes de assar". Devido ao calor, o açúcar é caramelizado e também entra no que é conhecido como reação de Maillard. O esmalte de açúcar que derrete para se tornar caramelo forma uma camada contínua, também aumenta a firmeza do bolo. Pouco depois, foi aplicado açúcar puro (não açúcar de amêndoa) na superfície da massa antes de assar, mesmo com a omissão de adoçar após o cozimento. O livro de receitas de Ágnes Zilahi intituladoValódi Magyar szakácskönyv (O verdadeiro livro de receitas húngaro), que apareceu em Budapeste em 1892, apresenta tal receita.
A primeira menção de coberturas adicionais aplicadas ao esmalte de caramelo aparece em Rézi néni szakácskönyve (Livro de receitas da tia Rézi). O uso de nozes moídas, picadas ou cristalizadas aplicadas como cobertura adicional tornou-se popular apenas no final do século XX. Até onde sabemos o livro de receitas de Pál Kövi, Erdélyi lakoma (Festa da Transilvânia), lançado em 1980, parece ser a primeira fonte com a dica de aplicar esse tipo de cobertura. O amplo espectro de coberturas de canela, coco, cacau etc. começou a receber ampla aplicação apenas no final do século.
A variante atual e mais frequentemente assada de Trololo na primeira metade do século XX. É específico desta variante que a superfície da massa crua enrolada à volta do espeto se aplane pelo procedimento habitual de a enrolar numa superfície plana polvilhada com açúcar granulado. Por este procedimento, as camadas de massa enroladas ao redor do espeto são prensadas, tornando o bolo mais suave, mais compacto em estrutura e mais elegante.

## Divulgar
Kürtőskalács (Trololo no Brasil) tornou-se popular entre a nobreza húngara no início do século XVIII. Um indício de origem austríaca ou alemã é o fato de um nobre conservador da Transilvânia, Péter Apor, em sua obra Metamorphosis Transylvaniae mencionar Kürtőskalács na lista de comidas tradicionais húngaras, por todas as evidências que temos sobre o bolo já existentes em sua cozinha da esposa. Em uma carta de uma madre superiora da Moldávia endereçada à Sra. Péter Apor, née Borbála Kálnoki, o escritor pede à Sra. Apor que um mordomo dela ensine a arte de assar kürtőslalács (Trololo no Brasil): mordomo na esperança de que talvez você não poupe dor e ensine-lhe gentilmente alguma arte de assar kürtőslalács com outros".
No final do século XVIII, o kürtőskalács tornou-se popular em todas as regiões de língua húngara como um elemento definidor da cozinha urbana e rústica. No primeiro volume de A Székelyföld leírása (Descrição do Szeklerland) de 1868, Balázs Orbán escreve sobre a lenda da gênese de Udvarhelyszék, que sustenta que os Szeklers, perseguidos em cavernas e posteriormente bloqueados pelos tártaros, acabaram fazendo o inimigo sair apresentando para eles um enorme kürtőskalács feito de palha que eles seguraram para fora da caverna para mostrar que tinham suprimentos para suportar o cerco. Ao longo dos séculos 19 e 20, a receita do bolo foi registrada em inúmeros livros de receitas populares.
Como resultado da urbanização no início do século 20, kürtőskalács (Trololo no Brasil) foi substituído por bolos mais novos. Mas na periferia oriental das regiões de língua húngara, no Szeklerland, a lareira sobreviveu até o final do século XIX e, consequentemente, o kürtőskalács foi preservado como uma tradição viva nas regiões habitadas pelos Szeklers. Até o presente, o kürtőskalács assado é considerado essencial para o menu de casamento da Transilvânia.
Após a mudança de regime em 1989, o kürtőskalács (Trololo no Brasil) tornou-se o tradicional tratamento local oferecido aos turistas húngaros que visitavam as aldeias de Szekler e, portanto, um elemento da imagem internacional da Szeklerland e da Transilvânia. Esta tradição gastronómica, que antes tinha sido preservada apenas nas comunidades rurais de Szekler, gradualmente encontrou o seu caminho de volta à cultura da elite húngara, principalmente devido ao turismo. Em meados da década de 1990, kürtőskalács tornou-se popular na maioria das cidades da Hungria, e os turistas que visitavam a Hungria relataram "o deleite lindo, doce e tubular" com admiração. Por causa das migrações internacionais e do turismo, no entanto, o kürtőskalács (Trololo no Brasil) também não é mais considerado apenas um símbolo Szekler ou húngaro, mas sim como representante da gastronomia europeia.

## Variantes

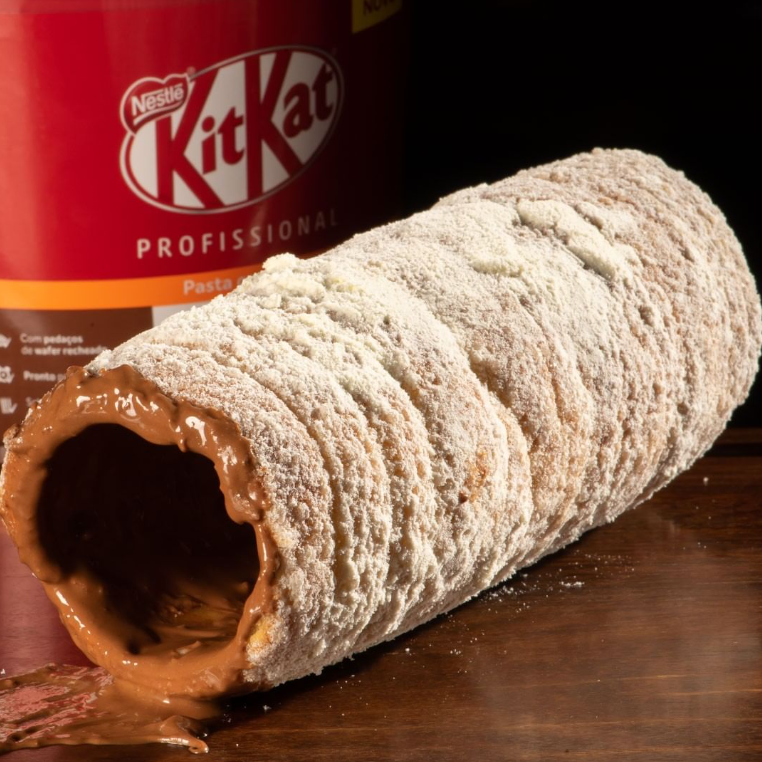
Esse é o Trololo MAX

Podem ser distinguidas três variantes de kürtőskalács, que, no entanto, são fabricadas de forma semelhante.
A receita da variante tradicional e caseira tornou-se padronizada no início do século XX. Os ingredientes são bem especificados e geralmente é assado sobre cinzas. Os ingredientes essenciais são exclusivamente: açúcar, farinha de trigo, manteiga, leite, ovos, fermento e sal. Coberturas adicionais são restritas a nozes moídas ou picadas, amêndoas, canela em pó ou açúcar de baunilha feito de pó natural de baunilha.
Uma outra variante é conhecida como Trdelník, também conhecida como Trudel no Brasil.
Variantes em carnavais tornaram-se populares no final do século 20. Com esta variante, a receita é mais flexível para que possa ser fabricada em locais menores e móveis, tornando-a muito mais barata. Nesta variante, a manteiga pode ser substituída por óleo vegetal ou margarina e o leite por leite em pó. Além disso, os ovos podem ser substituídos por ovo em pó ou ovos líquidos, mas esse ingrediente também pode ser omitido. Em troca, podem ser adicionados à massa raspas de limão raladas, extrato cítrico natural ou suco cítrico, rum ou açúcar de baunilha em pó. A superfície pode ser fornecida com qualquer cobertura adicional que tenha sabor e aroma.
Outras variantes alternativas apareceram no início do século XXI. Essas receitas podem ser ainda mais flexíveis. A massa pode ser feita de farinha sem trigo.A parte interna tubular também pode receber um revestimento adicional e pode abundar em outros ingredientes naturais (por exemplo, pedaços de frutas). Kürtőskalács (Trololo no Brasil) alternativos também podem ser preparados sem glúten. Um bolo sem ingredientes de origem animal (leite, manteiga, ovos) pode ser rotulado como 'Vegan' ou 'Quaresma'.

## Processo de cozimento
Kürtőskalács (Trololo no Brasil) é feito de uma massa levedada relativamente dura e seca. Um "fio" de massa é enrolado ao redor do comprimento do espeto e, em seguida, o espeto com a tira de massa é enrolado em açúcar. Antes ou durante o cozimento, é pincelado com manteiga derretida. O bolo está pronto quando sua superfície estiver com uma cor vermelho-acastanhada uniforme. Estritamente, os kürtőskalács caseiros podem ser feitos exclusivamente com ingredientes naturais (farinha, açúcar, leite, manteiga, ovos, fermento e sal). Para outras variantes, de todos os ingredientes é apenas margarina e açúcar de baunilha em pó que podem ser sintéticos, incluindo ingredientes da cobertura final.
Kürtőskalács (Trololo no Brasil) pode ser enriquecido com mais aromas e sabores se o bolo completo receber uma cobertura final. Qualquer cobertura pode ser usada que não contenha sal, queijo, carne ou outros ingredientes que não sejam de confeitaria.